# Chile F4 Futures
Chile F4 Futures là 1 giải tennis được tổ chức trên mặt sân đất nện ngoài trời. Giải đấu được tổ chức bởi International Tennis Federation (ITF) Futures Tour. Giải thi đấu ở Chile từ năm 1999.

## Các trận chung kết

### Đơn nam
| Năm  | Vô địch         | Á quân                      | Kết quả           |
| ---- | --------------- | --------------------------- | ----------------- |
| 2010 | Borut Puc       | Pablo Galdon                | 6-3, 7-6(2)       |
| 2009 | Jorge Aguilar   | Cristóbal Saavedra-Corvalán | 6-7(10), 6-3, 6-3 |
| 2008 | Júlio Peralta   | Jorge Aguilar               | 6-4, 6-2          |
| 2007 | Marin Bradarić  | Guillermo Hormazábal        | 6-4, 1-6, 6-3     |
| 2006 | Diego Cristín   | Martín Alund                | 6-3, 6-4          |
| 2005 | Máximo González | Simone Vagnozzi             | 7-5, 1-6, 6-3     |
| 2004 | Không tổ chức   | Không tổ chức               | Không tổ chức     |
| 2003 | Edgardo Massa   | Carlos Berlocq              | 6-3, 6-7(4), 6-2  |
| 2002 | Adrián García   | Francisco Cabello           | 3-6, 6-3, 6-3     |
| 2001 | Không tổ chức   | Không tổ chức               | Không tổ chức     |
| 2000 | Sergio Roitman  | Mauricio Hadad              | 6-4, 6-3          |
| 1999 | Diego Moyano    | Matías O'Neille             | 6-1, 6-2          |

### Đôi nam
| Năm  | Vô địch                                               | Á quân                             | Kết quả  |
| ---- | ----------------------------------------------------- | ---------------------------------- | -------- |
| 2010 | Guillermo Rivera-Aranguiz Cristobal Saavedra-Corvalan | Guillermo Hormazabal Rodrigo Perez | 6-3, 6-1 |
| 2009 | Jorge Aguilar Diego Cristín                           | Iván Endara Daniel-Alejandro López | 6-4, 6-1 |

## Liên kết khác
- ITF search Lưu trữ ngày 12 tháng 2 năm 2010 tại Wayback Machine